# تپه لاله باغ
تپه لاله باغ مربوط به دوران پیش از تاریخ ایران باستان - است و در شهرستان رامیان، بخش فندرسک، شمال روستای لاله باغ واقع شده و این اثر در تاریخ ۳۰ تیر ۱۳۸۴ با شمارهٔ ثبت ۱۲۲۵۵ به‌عنوان یکی از آثار ملی ایران به ثبت رسیده است.